# Mitja Bitežnik
Mitja Bitežnik, slovenski pravnik, * 20. februar 1924, Gorica, † 2008, Opčine, Italija.

## Življenje in delo
Rodil se je v družini pravnika Josipa Bitežnika. Ljudsko šolo je obiskoval v Gorici (1. razred) in Mariboru, kjer je nadaljeval šolanje na gimnaziji, zadnji dve leti z maturo pa  končal v Ljubljani. Pravo je študiral na Univerzi v Bologni, kjer je leta 1947 tudi doktoriral. Leta 1949 se je iz Gorice preselil v Trst. Tu je najprej poučeval na slovenski nižji srednji šoli, nato pa 14 let pravo in ekonomijo na Trgovski akademiji. Napisal je tri učbenike.
Takoj po vojni se je vključil v kulturno in politično delovanje. Dve leti je bil predsednik Akademskega kluba v Gorici. Nato tajnik in predsednik Slovenske kulturno-gospodarske zveze v Trstu ter 1954 soustanovitelj Novega lista in tajnik društva Pravnik v Trstu.